# Reserva Nacional El Nogalar de Los Toldos
Reserva Nacional El Nogalar de Los Toldos ist ein Naturpark in der Nähe des Ortes Los Toldos im Departamento Santa Victoria in der Provinz Salta in Nordargentinien. Der Park wurde 2006 gegründet. Namensgeber für den Park sind dort wachsende Walnussbäume der Art Juglans australis (spanisch nogal criollo). Die Vegetation des Parkes besteht ferner aus Farnen, Schlingpflanzen und anderen Epiphyten. Der Park hat eine Ausdehnung von 3240 Hektar. 

## Klima
Das Klima ist subtropisch bis tropisch mit Jahresniederschlägen von etwa 2000 mm. Die Durchschnittstemperaturen im Sommer betragen 24 °C, maximal werden etwa 30 °C erreicht. Im Winter sinken die Temperaturen auf durchschnittlich 14 °C. In den höheren Lagen fällt im Winter Schnee.

## Infektionskrankheiten
In dem Gebiet kommen die Tropenkrankheiten Gelbfieber, Dengue, Leishmaniose und Malaria sowie das durch Nagetiere übertragene Hantavirus vor.